# Lazzate
Lazzate är en ort och kommun i provinsen Monza e Brianza i regionen Lombardiet i Italien. Kommunen hade 7 769 invånare (2018).